# Alstonia penangiana
Alstonia penangiana är en oleanderväxtart som beskrevs av K. Sidiyasa. Alstonia penangiana ingår i släktet Alstonia och familjen oleanderväxter. Inga underarter finns listade i Catalogue of Life.